# Podvědomí
Podvědomí je spolu se svědomím a nevědomím součástí paměti, ve které pomocí zaměření charakteru osobnosti (optimista, pesimista, realista) shledáváme představy vyvinuté v naší mysli na základě informací z těchto pamětí. Dokážeme proto rozvinout různé teorie či fakta a úvahy, ale i touhy a obavy, které používáme v každodenním životě i při běžném přemýšlení... podle v současné době rozšířený výraz pro to, co psychologové označují jako nevědomí. Oba tyto výrazy významem v podstatě splývají, ale nevědomí je přesnější, protože my o procesech a asociacích, které se v něm odehrávají, skutečně nevíme, ovšem vědomě si je můžeme osvojit či ignorovat. Podle Sigmunda Freuda na základě zkušeností v paměti například v našem podvědomí vzniká jakýsi nevysvětlitelný odpor k něčemu (někomu), který se v případě, že se jej pokusíme překonat, nebo ignorovat, se přetransformuje do jiného pocitu a nás pak například bolí hlava, jsme unavení nebo máme celkově melancholickou náladu, popřípadě se chováme podivně a nevysvětlitelně ovšem jen než si uvědomíme a změníme své chování i nálady dle uvážení.
V našem podvědomí je uloženo velké množství „informací“, tedy vzpomínek, pocitů, asociací, postřehů, i podprahových vjemů. Podvědomí vyvolává naše pocity, nálady i jakési nevysvětlitelné názory na věc. Podvědomě reagujeme na podněty. Všechno to, co je v něm obsaženo, se nějak propojí a dá nám výsledek, který poté ovlivní naše racionální rozhodnutí. Způsobuje i takzvaný šestý smysl. Do podvědomí se ukládá vše co pro naše vědomí není důležité ,ale může se stát důležitým později. Vzpomínky z podvědomí nelze mít ihned na paměti, vzpomenout si laicky bez použití hypnoterapie může trvat dlouhou dobu v řádu dní, ale i týdnů. Do vědomí se ukládá přesná událost, do nevědomí se ukládají pocity či vytoužené představy, ovšem v podvědomí se ukládají vůně zvuky i prostředí na jejich základě podvědomí připomene vzpomínku, událost. V podvědomí i nevědomí může být ukrytá příčina některých nemocí či problémů osobnosti. 